# Herbert Yardley
Herbert Osborne Yardley (13 avril 1889, Worthington en Indiana - 7 août 1958) était un cryptologue américain. Il est surtout connu pour son livre The American Black Chamber (« La Chambre noire américaine » en français). Cette « Chambre noire » (ou MI-8), fondée et dirigée par Yardley, était une organisation spécialisée en cryptographie.
Sous sa direction, elle parvint à déchiffrer les chiffres japonais. Cela permit aux Américains de négocier en position de force lors de la Conférence navale de Washington qui se déroula de 1921 à 1922. Par la suite, il a aidé les nationalistes chinois à briser des chiffres japonais, et aussi aidé les Canadiens à établir une organisation en cryptographie.

## Ses jeunes années
Il est né à en 1889 à Worthington en Indiana. Sa mère est morte alors qu'il avait treize ans. Son père était chef de gare et télégraphiste pour une société ferroviaire. C'est avec lui qu'il apprit à utiliser un télégraphe.
Après avoir obtenu un diplôme du « high school » en 1907, il a travaillé comme télégraphiste pour une société ferroviaire. Passant son temps libre à jouer au poker, il a gagné suffisamment pour se payer d'autres études. En 1912, après avoir réussi un examen de service civil, le gouvernement l'engage comme télégraphiste.

## Cryptologie
Il a commencé sa carrière en cryptologie en déchiffrant, à temps perdu, les codes secrets du gouvernement des États-Unis. À cette époque, les méthodes de chiffrement étaient plutôt faibles. Il fut surpris de constater que le président Woodrow Wilson utilisait des méthodes de chiffrage en usage depuis dix ans. Cette faiblesse le troublait d'autant que la Première Guerre mondiale faisait rage en Europe. Il rédigea à l'intention de son supérieur un document intitulé Solution of American Diplomatic Codes (que l'on peut traduire par « Codes diplomatiques américains déchiffrés »).
Cet « exploit » l'amène à se demander si les chiffres des autres pays étaient solides. La décision des États-Unis de s'engager dans la guerre était l'occasion rêvée de vendre l'idée d'une section spécialisée en déchiffrement. Il convainc le Major Ralph Van Deman et, en juin (ou juillet) 1917, il devient le premier lieutenant du Signal Corps. À ce poste, il est le chef de la nouvelle huitième section du renseignement militaire, le MI-8.
Yardley se fait remarquer comme un bon gestionnaire. Pendant la guerre, le MI-8 fait bien son travail, mais n'obtient pas de succès spectaculaire. Après celle-ci, l'Armée des États-Unis et le Département d'État décident de financer conjointement ce service, rebaptisé la Chambre noire. Pour des raisons légales, le personnel déménage à New York.
Selon Kahn (p. 62):
Le Japon était la cible la plus importante. Son attitude belliqueuse vis-à-vis de la Chine menaçait la politique extérieure américaine. Ses émigrants augmentaient la tension raciale aux États-Unis. La croissance de sa flotte de guerre menaçait les États-Unis dans l'océan Pacifique. Sa croissance commerciale menaçait la domination américaine sur les marchés de l'Extrême-Orient.
(Traduction libre de
The most important target was Japan. Its belligerence toward China jeopardized America's Open Door policy. Its emigrants exacerbated American racism. Its naval growth menaced American power in the western Pacific. Its commercial expansion threatened American dominance of Far Eastern markets.)
Après un an de travail, Yardley et le personnel parviennent à déchiffrer le code japonais, ce qui leur permet de lire en clair les messages diplomatiques japonais pendant la Conférence navale de Washington. Ces informations permettent à la délégation américaine d'obtenir un rapport de 5:3 au lieu de 10:7 initialement souhaité par les Japonais.
Le nombre de télégrammes diplomatiques en vint à diminuer, car les sociétés commerciales de télégraphie étaient de moins en moins enclines à défier la loi pour aider le gouvernement. À Washington, William F. Friedman explorait les possibilités de la cryptographie pour le compte de l'armée, ce qui rendait le Cipher Bureau de moins en moins utile. Cependant, c'est l'indignation morale qui mit fin à ses activités. Le secrétaire d'État d'alors, Henry L. Stimson, découvre les activités de cette section et en éprouve une grande colère. Il parvient à faire couper les fonds en affirmant que « Les gentilshommes ne lisent pas le courrier des autres. » (traduction libre de « Gentlemen do not read each other's mail. »)

## Après la Chambre noire
C'est le 31 octobre 1929 que le MI-8 ferme ses portes, deux jours après le krach de 1929. C'est un moment difficile pour se trouver un travail, surtout pour un spécialiste du chiffre. Ayant femme et enfant, il rédige un ouvrage à propos de son ancien emploi : The American Black Chamber, publié par Bobbs-Merrill en 1931.
L'ouvrage est bien écrit et basé sur des faits vécus de première main. Il raconte surtout le travail sur le code japonais et l'impact sur les négociations lors de la conférence navale. Se vendant bien, il donnera à Yardley à la fois la gloire et l'infamie. Le Gouvernement des États-Unis est furieux, alors que le Gouvernement japonais est embarrassé et très énervé. Curieusement, les textes de loi de cette époque sur l'espionnage ne permettent pas de poursuivre Yardley. (Cette situation changera deux ans plus tard, avec des punitions élevées pour toute personne révélant des informations secrètes sur le travail cryptographique sans autorisation préalable.)
Il a effectué du travail en cryptologie pour le Gouvernement du Canada, mais ses actions étaient plutôt limitées par suite de la relation entretenue avec les États-Unis. Pendant la Seconde Guerre mondiale, il a aussi travaillé pour les Chinois. Cependant, il n'a jamais eu de poste important aux États-Unis, même si la NSA a reconnu son travail en 1999.
Il a écrit plusieurs articles et des romans policiers, mais aucun ne rencontra le succès de son premier livre. Il a aussi travaillé avec des équipes de tournage en tant que rédacteur et conseiller technique.
Il est décédé le 7 août 1958, une semaine après avoir eu une crise cardiaque. Son corps est enterré au cimetière national d'Arlington (tombe 429-1 de la section 30).
Yardley est membre du Military Intelligence Hall of Fame (en) et du NSA Hall of Honour (en).

## Publications
- The American Black Chamber, Bobbs-Merrill, 1931.
- (en) The Education of a Poker Player : Including where and how One Learns to Win, Harpenden, Herts, Oldcastle Books Ltd, 1990, 160 p. (ISBN 0-948353-76-7)
- The Blonde Countess